# Prodinoceras
Prodinoceras is een geslacht van uitgestorven zoogdieren die leefden tijdens het Laat-Paleoceen in Azië. Het is het typegeslacht van de familie Prodinoceratidae.

## Kenmerken
Soorten uit dit geslacht hadden verlengde hoektanden, maar in tegenstelling tot hun latere verwanten geen hoorns. Prodinoceras was een herbivoor.

## Vondsten
De naam en beschrijving van P. martyr werden in 1929 gepubliceerd door William Diller Matthew, Walter Willis Granger en George Gaylord Simpson van het American Museum of Natural History. Het fossiele materiaal – bestaande uit een beschadigd palatum en onderkaken met tanden – was in 1923 gevonden tijdens een expeditie in Mongolië, en afkomstig uit de Gashato-formatie, gelegen ten noordoosten van het Altai-gebergte. In de jaren zeventig van de twintigste eeuw zijn ook in de Volksrepubliek China fossielen van Prodinoceras gevonden.

## Verwantschap
Prodinoceras is de oudst bekende vertegenwoordiger van de Dinocerata. Hij is nauw verwant aan Probathyopsis uit het Laat-Paleoceen van Noord-Amerika.